# 품종 (가축)

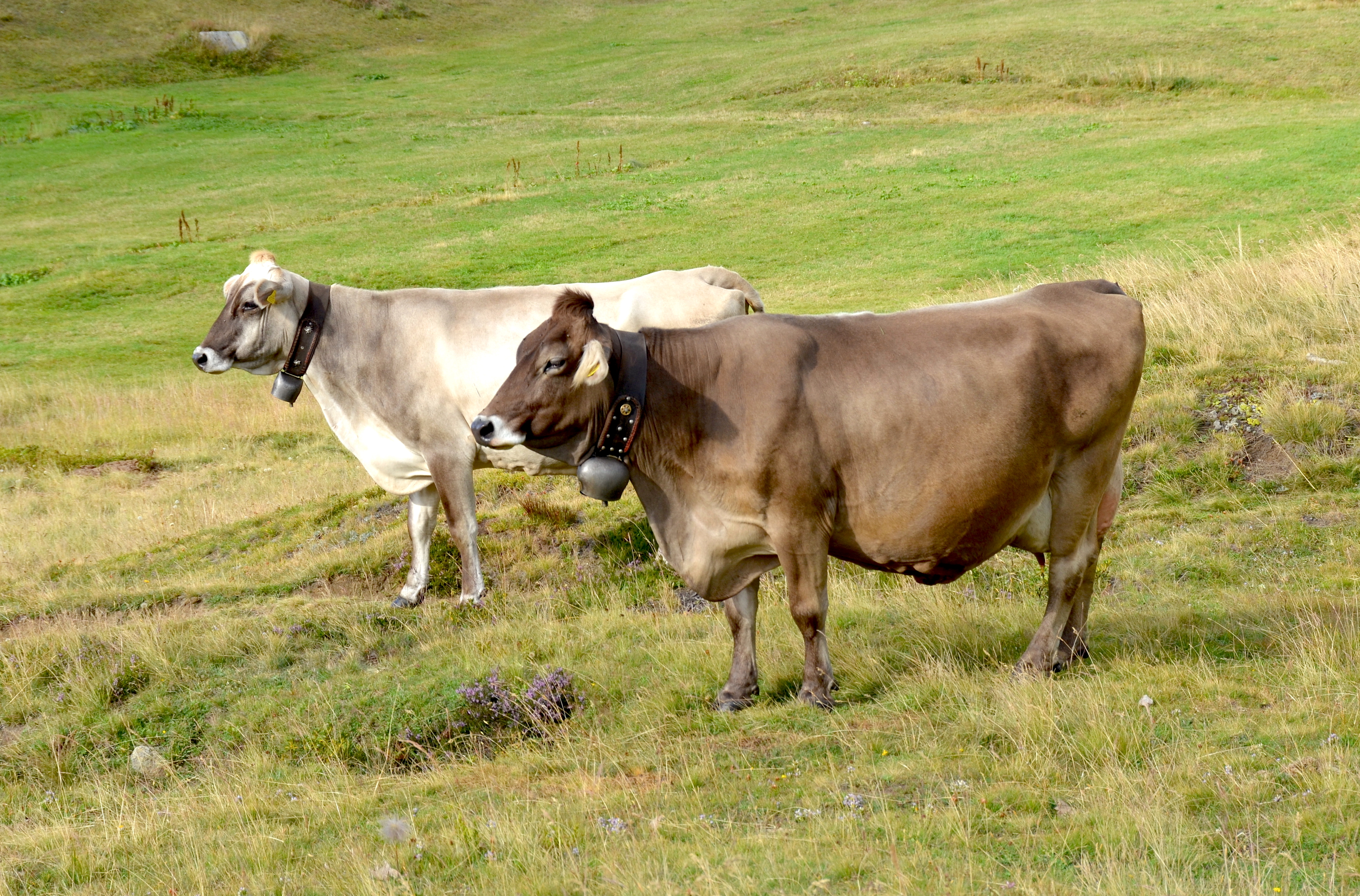
높은 우유 생산량과 적은 유지방을 가진 젖소 품종인 브라운슈비츠

품종(breed)은 동종의 외모(표현형), 행동 및 동일한 종의 다른 유기체와 구별되는 다른 특성을 가진 번식 가능한 가축의 특정 집단이다. 문헌에는 약간씩 다른 여러 정의가 존재한다. 품종은 유전적 고립과 환경에 대한 자연적인 적응, 또는 품종개량, 혹은 이 둘의 조합을 통해 형성된다. 축산업과 농업에 있어 "품종" 개념의 중요성에도 불구하고, 이 용어에 대한 단일하고 과학적으로 승인된 정의는 존재하지 않는다. 따라서 품종은 객관적이거나 생물학적으로 검증 가능한 분류가 아니라, 특정 종의 일부 구성원들을 명명 가능한 하위 집단의 구성원으로 만드는 특성에 대해 합의를 공유하는 사육자 집단 사이의 전문 용어이다.
또 다른 관점은 품종이 논리적으로 함께 분류될 수 있을 만큼 유형이 일관적이며, 해당 그룹 내에서 교배될 때 동일한 유형을 생산한다는 것이다. 함께 번식될 때, 동일한 품종의 개체들은 이러한 예측 가능한 특성들을 그들의 자손에게 물려주며, 이러한 능력—"번식적 순수성"으로 알려져 있다—은 품종의 필수 조건이다. 식물 품종은 일반적으로 재배품종으로 알려져 있다. 한 품종의 동물과 다른 품종의 동물을 교배한 결과로 태어난 자손은 교배종 또는 혼합 품종으로 알려져 있다. 품종/재배품종 수준을 넘어서는 동물 또는 식물 변종 간의 교배(즉, 종 (생물학), 아종, 변종 (식물학), 심지어 다른 속 간)는 잡종이라고 불린다.

## 번식: 사육사에 의한 선택
처음 품종을 확립하는 사육사(또는 사육사 집단)는 그들이 목표로 하는 품종 모델을 향상시키는 데 필요한 자질을 가진 것으로 보이는 개별 동물들을 유전자풀 내에서 선택하여 그렇게 한다. 이 동물들은 기초 혈통이라고 불린다. 또한, 사육사는 자신의 관점에서 품종의 가장 바람직한 대표 개체들을 교배하여 그러한 특성들을 그들의 자손에게 물려주려 한다. 이 과정을 품종개량이라고 한다. 바람직하고 바람직하지 않은 품종 대표 개체에 대한 서면 설명은 품종 표준이라고 불린다.

## 품종 특성
품종 특성이라고도 불리는 품종별 특성은 유전되며, 순종 (생물학) 동물은 이러한 특성을 세대를 거쳐 전달한다. 따라서 동일한 품종의 모든 개체는 원래 기초 동물의 여러 유전적 특성을 지닌다. 품종을 유지하기 위해 사육사는 그러한 특성을 더욱 유지하고 발전시키기 위해 가장 바람직한 특성을 가진 동물들을 선택할 것이다. 동시에, 품종은 결함이나 유전적 결함을 포함하여 품종에 바람직하지 않거나 전형적이지 않은 특성을 가진 동물들을 피할 것이다. 동일 품종 내의 개체군은 강제적인 근친교배의 필요성 없이 지정된 매개변수 내에서 품종을 유지하기에 충분한 수의 동물로 구성되어야 한다.
가축 품종은 일반적으로 국가마다, 그리고 민족마다 다르다. 특정 국가에서 유래한 품종은 해당 국가의 "재래 품종"으로 알려져 있다.

## 품종 목록
| - 고양이의 품종 목록 - 소 품종 목록 - 개의 품종 목록 - 멸종한 개의 품종 목록 - 경찰견 품종 목록 - 돼지 품종 목록 - 당나귀 품종 목록 - 염소 품종 목록 - 기니피그 품종 목록 - 말 품종 목록 - 토끼 품종 목록 - 애완용 쥐 품종 목록 - 실험용 쥐 계통 목록 - 양 품종 목록 - 물소 품종 목록 | - 서양종 아종 목록 | - 닭 품종 목록 - 오리 품종 목록 - 거위 품종 목록 - 비둘기 품종 목록 - 칠면조 품종 목록 |

## 같이 보기
- 재배품종
- 재래 품종
- 식물 품종 (동음이의)
- 순종 (생물학)
- 품종
- 품종개량
- 아종
- 계통 (생물학)
- 식량 농업을 위한 동물 유전 자원

## 더 읽어보기
- FAO. 2007. 동물 유전 자원에 대한 글로벌 행동 계획 및 인터라켄 선언. 로마.
- FAO. 2012. 동물 유전 자원의 표현형 특성. FAO 축산 및 건강 가이드라인 No. 11. 로마.
- FAO. 2015. 식량 및 농업을 위한 세계 동물 유전 자원 두 번째 보고서. 로마. 보관됨 2018-09-18 - 웨이백 머신